# Staurastrum granulosum
Staurastrum granulosum là một loài Song tinh tảo trong họ Desmidiaceae, thuộc chi Staurastrum.